# Шабаєв Микола Васильович
Шабаєв Микола Васильович (7 серпня 1926 — 11 березня 2014) — радянський і український кінооператор комбінованих зйомок. Нагороджений медалями.

## Біографія
Народився 7 серпня 1926 року. Закінчив операторський факультет Київського державного інституту театрального мистецтва ім. І. Карпенка-Карого (1971).
З 1963 року — оператор комбінованих зйомок Київської кіностудії ім. О. П. Довженка.
Був членом Національної спілки кінематографістів України.

## Фільмографія
Брав участь у створенні фільмів:
- «Важкий колос» (1969)
- «Щовечора після роботи» (1973)
- «Як гартувалася сталь» (1973, т/ф)
- «Серед літа» (1973),
- «Тривожний місяць вересень» (1975)
- «Каштанка» (1975, т/ф)
- «Ати-бати, йшли солдати…» (1976)
- «Театр невідомого актора» (1976)
- «Весь світ в очах твоїх...» (1977)
- «Любаша» (1978)
- «Бачу ціль» (1978)
- «Вавилон ХХ» (1979)
- «Чекайте зв'язкового» (1979)
- «Продається ведмежа шкура» (1980, т/ф)
- «Овід» (1980, т/ф)
- «Сімейне коло» (1980)
- «Така пізня, така тепла осінь» (1981)
- «Мужність» (1980, т/ф, 7 а)
- «Грачі» (1982)
- «Побачення» (1982)
- «Паризька драма» (1983)
- «Якщо можеш, прости...» (1984)
- «Вантаж без маркування» (1984)
- «Прелюдія долі» (1984)
- «Розсмішіть клоуна» (1984)
- «Пароль знали двоє» (1985)
- «Вклонись до землі» (1985)
- «Рік теляти» (1986)
- «Все перемагає любов» (1987)
- «Любов до ближнього» (1988)
- «Грішник» (1988)
- «Генеральна репетиція» (1988)
- «Етюди про Врубеля» (1989)
- «Нині прослався син людський» (1990)
- «Градус чорного Місяця» (1992)
- «Просвітлої дороги свічка чорна» (1992, 3 с, док. фільм)
- «Тарас Шевченко. Заповіт» (1992, відео, 3 с.)
- «Двійник» (1995)
- «Приятель небіжчика» (1997)
- «Залізна сотня» (2004) та ін.